# Lasionycta infuscata
Lasionycta infuscata är en fjärilsart som beskrevs av Smith 1899. Lasionycta infuscata ingår i släktet Lasionycta och familjen nattflyn. Inga underarter finns listade i Catalogue of Life.